# José Coronado
José María Coronado García (Madrid, 14 augustus 1957) is een Spaans acteur.

## Filmografie

### Film
Uitgezonderd korte films en televisiefilms.
| Filmografie als acteur |                                          |
| Jaar                   | Titel                                    |
| 1987                   | Waka-Waka                                |
| 1988                   | Jarrapellejos                            |
| 1988                   | Berlín Blues                             |
| 1988                   | El tesoro                                |
| 1988                   | Brumal                                   |
| 1989                   | La luna negra                            |
| 1990                   | Yo soy ésa                               |
| 1992                   | Salsa rosa                               |
| 1992                   | Aquí, el que no corre... vuela           |
| 1993                   | Cràpules                                 |
| 1994                   | Una chica entre un millón                |
| 1994                   | El cianuro... ¿solo o con leche?         |
| 1996                   | The Disappearance of Garcia Lorca        |
| 1998                   | La mirada del otro                       |
| 1998                   | La vuelta de El Coyote                   |
| 1998                   | Frontera Sur                             |
| 1999                   | Goya en Burdeos                          |
| 2000                   | Cascabel                                 |
| 2001                   | Anita no perd el tren                    |
| 2002                   | La caja 507                              |
| 2002                   | Poniente                                 |
| 2002                   | La vida de nadie                         |
| 2003                   | La vida mancha                           |
| 2003                   | Lo mejor que le puede pasar a un cruasán |
| 2003                   | Los reyes magos                          |
| 2004                   | A + (Amas)                               |
| 2004                   | Fuera del cuerpo                         |
| 2004                   | El Lobo                                  |
| 2006                   | Animals ferits                           |
| 2006                   | La dama boba                             |
| 2006                   | La distancia                             |
| 2006                   | GAL                                      |
| 2007                   | Tuya siempre                             |
| 2007                   | La crisis carnívora                      |
| 2008                   | Todos estamos invitados                  |
| 2009                   | Luna caliente                            |
| 2011                   | No habrá paz para los malvados           |
| 2012                   | El cuerpo                                |
| 2013                   | Los últimos días                         |
| 2013                   | Fill de Caín                             |
| 2013                   | El amor no es lo que era                 |
| 2013                   | En solitaire                             |
| 2014                   | Betibú                                   |
| 2014                   | Murieron por encima de sus posibilidades |
| 2014                   | Fuego                                    |
| 2015                   | Sólo química                             |
| 2016                   | La corona partida                        |
| 2016                   | Cien años de perdón                      |
| 2016                   | Secuestro                                |
| 2016                   | El hombre de las mil caras               |
| 2016                   | Contratiempo                             |
| 2017                   | Es por tu bien                           |
| 2017                   | Oro                                      |
| 2018                   | Tu hijo                                  |
| 2020                   | Madrid, int.Vivir sin Permiso            |
| 2021                   | Way Down                                 |
| 2021                   | La familia perfecta                      |
| 2022                   | Historias para no contar                 |
| 2022                   | "Entrevías" 3 seizoenen                  |
| 2023                   | Cerrar los ojos                          |

- Bibsys: 10072986
- Biblioteca Nacional de España: XX1096384
- Bibliothèque nationale de France: cb150378173 (data)
- Catàleg d'autoritats de noms i títols de Catalunya: 981058528856606706
- Gemeinsame Normdatei: 130221570
- International Standard Name Identifier: 0000 0001 1442 1533
- Library of Congress Control Number: no2001096956
- Nationale Bibliotheek van Tsjechië: xx0155777
- Nationale Bibliotheek van Israël: 987007457709205171
- Système universitaire de documentation: 059909641
- Virtual International Authority File: 38019605
- WorldCat: E39PBJccccy4bRxDCV6wb9CYT3